# Check It Out (álbum)
Check It Out es el primer álbum de estudio del grupo musical estadounidense Tavares. Fue publicado en enero de 1974 a través de Capitol Records. Check It Out generó dos sencillos que alcanzaron el top 10 en la lista Hot Soul Singles de Billboard: la canción que da nombre al álbum y «That's the Sound That Lonely Makes».

## Recepción de la crítica
Un escritor no especificado de la revista Cash Box declaró: “Uno de los directos más explosivos que hay actualmente, Tavares ha capturado la esencia de su sonido en este disco y la traducción es excelente. Escuche la conmovedora balada «Strangers in Dark Corners» y entrará en contacto con el tremendo rango vocal del grupo. Hablando de profundidad, cada uno de los cinco cantantes hace al menos una voz principal y cada uno es sólido”. Un escritor no especificado de la revista Record World le otorgó el certificado de “Hit of the Week”, y señaló que “[Check It Out] demuestra que Tavares va camino del estrellato”. Un escritor no especificado de Billboard indicó que “el grupo carece de una cualidad explosiva pero puede generar sensaciones de golpeteo con los pies”.

## Lista de canciones
Todas las canciones escritas y compuestas por Johnny Bristol, excepto donde esta anotado. 
| Lado uno |                                      |                                |          |  |
| N.º      | Título                               | Escritor(es)                   | Duración |  |
| 1.       | «If That's the Way You Want It»      | Dennis Lambert Brian Potter    | 2:49     |  |
| 2.       | «Strangers in Dark Corners»          |                                | 3:57     |  |
| 3.       | «That's the Sound That Lonely Makes» | Bristol James Dean John Glover | 3:42     |  |
| 4.       | «Check It Out»                       | Floyd Butler Billy Osborne     | 3:25     |  |
| 5.       | «Wish You Were With Me Mary»         |                                | 3:23     |  |

| Lado dos |                                      |                                           |          |  |
| N.º      | Título                               | Escritor(es)                              | Duración |  |
| 1.       | «I'll Never Say Never Again»         |                                           | 2:35     |  |
| 2.       | «Little Girl»                        | Billy Preston                             | 5:58     |  |
| 3.       | «Let's Make the Best of What We Got» | Bristol George Leovy James David Max Hoch | 3:34     |  |
| 4.       | «I'm in Love»                        | Bob Bowles                                | 3:58     |  |
| 5.       | «Mama's Little Girl»                 | Lambert Potter                            | 3:05     |  |

## Créditos y personal
Créditos adaptados desde las notas de álbum de Check It Out.
Tavares
- Feliciano “Butch” Tavares – voz principal (2, 7–9)
- Antone “Chubby” Tavares – voz principal (1–4)
- Perry “Tiny” Tavares – voz principal (3, 5)
- Arthur “Pooch” Tavares – voz principal (6)
- Ralph Vierra Tavares – voz principal (10)

Músicos adicionales
- James Gadson – batería
- James Jamerson – bajo eléctrico
- Weldon Dean Parks, Melvin “Wah Wah” Ragin, David T. Walker – guitarra
- Joseph Sample – piano
- Michael Melvoin – teclados
- Gene Estes – percusión
- Bobbye Hall – conga

Personal técnico
- Johnny Bristol – productor (1–3, 5–8, 10)
- Robert Bowles – productor, arreglos, conductor (4, 9)Wah Wah Watson|
- Greg Venable – ingeniero de audio
- Brian Panella – coordinador
- Larkin Arnold – supervisor ejecutivo
- H. B. Barnum - arreglos, conductor (1–3, 5–8, 10)
- Rick Rankin – fotografía
- John Hoernle – director artístico

## Posicionamiento
| Gráfica (1974)                            | Pico de posición |
| ----------------------------------------- | ---------------- |
| Estados Unidos (Billboard Top LPs & Tape) | 160              |
| Estados Unidos (Billboard Soul LPs)       | 20               |